# Gijs Küller

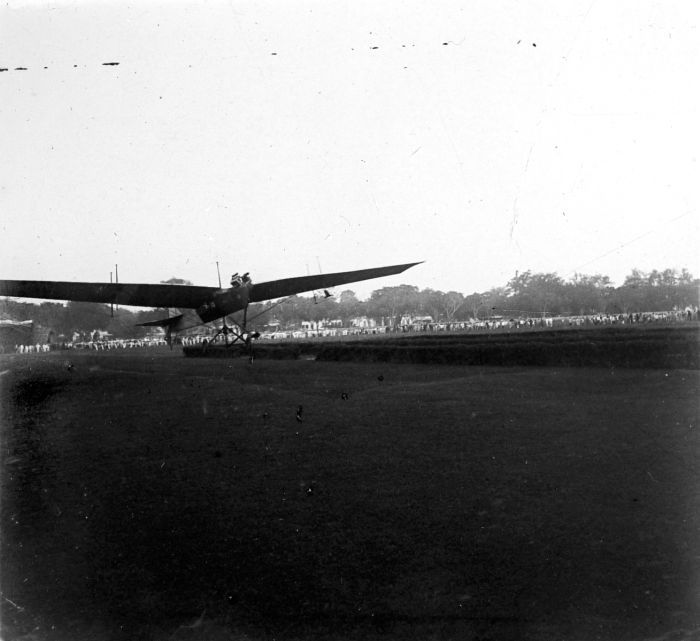
Gijs Küller stijgt op van het Koningsplein in Weltevreden (Java)

Gijsbertus P. Küller (Loenen aan de Vecht, 28 juni 1881 – Helvoirt, 14 januari 1959) was een Nederlands luchtvaartpionier. Hij was de eerste Nederlander die een gemotoriseerde vlucht maakte. Hij vloog, volgens het tijdschrift "De Luchtvaart" van 20 november 1909, in een Antoinette op 8 en 11 november 1909. Tevens was hij de eerste die een gemotoriseerde vlucht boven Indonesië (toenmalig Nederlands-Indië) maakte op 18 maart 1911.
Küller had een technische studie gedaan en enkele proeven met een zweefvliegtuig alvorens hij naar Mourmelon-le-Grand vertrok om daar vlieglessen te nemen. Tijdens deze vlieglessen kreeg hij begin 1910 een aanstelling bij de Antoinette fabriek als instructeur. Op 5 april van datzelfde jaar ontving hij zijn vliegbrevet. Na vijf maanden als instructeur nam hij ontslag. Hij verving de motor van de Antoinette voor een problematische ENV Aero motor en begon vliegdemonstraties en -wedstrijden bij te wonen. Waar hij opviel doordat hij met harde wind nog opsteeg.
Op 30 oktober 1910 gaf hij een demonstratie boven de Molenheide voor de Eerste Nederlandsche Vliegvereeniging en later bij de opening van de vliegterreinen Soesterberg en Ede, van de Maatschappij voor Luchtvaart.
Alvorens te vertrekken, bracht Küller een bezoek aan de Werf Gusto in Schiedam waar hij als monteur gewerkt had (Rotterdamsch Nieuwsblad Woensdag 1 Februari 1911). Küller vertrok naar Nederlands-Indië, kwam op 7 maart 1911 aan, maakte daar op 18 maart de eerste gemotoriseerde vlucht boven Soerabaja. Deze demonstratie werd georganiseerd door de NIVvL. Daarna vloog Küller nog in Semarang, Djokja, Medan een aantal malen in Brits-Indië en vervolgens nog in Batavia en Solo. Op 7 november vertrok hij weer terug naar Nederland.
In 1915 maakte Küller zijn laatste vlucht, als weddenschap. Daarna stopte hij, enigszins gedesillusioneerd, met vliegen. Het lukte hem niet een aanstelling te krijgen als instructeur bij het LA-KNIL al was hij wel betrokken bij de aankoop van Amerikaanse toestellen voor de LA-KNIL. In Amerika ontmoette hij Elsa Grace Pickhardt met wie hij op 6 maart 1917 trouwde in New York. Na 1920 vestigde hij zich in Oisterwijk waar hij zijn jeugd ook had doorgebracht. Hij nam intrek in een villa die tijdens de Tweede Wereldoorlog ingevorderd werd door de Duitse bezetter en later de Engelsen, waarbij het volledig uitbrandde. Gijs en zijn vrouw verbleven destijds op Dennehoef te Moergestel waar ook onderduikers zaten. In 1950 vertrokken zij naar Helvoirt waar Gijs Küller overleed in 1959.